# Гедуко (река)
Гедуко́ (кабард.-черк. Джэдыкъуэ) — протока реки Баксан в республике Кабардино-Балкария. Протекает по территории Баксанского и Прохладненского районов.
Длина реки — 33 км.

## География
Долина протоки Гедуко расположена на предгорной равнине. Рельеф территории, по которой протекает река — сглаженный. Значительных возвышений по бортам реки нет.
Протока вытекает из реки Баксан к юго-западу от села Баксанёнок, и протекая по территории Баксанского и Прохладненского районов, вновь впадает в Баксан, к югу от села Алтуд.
По обоим берегам реки тянуться смешанные приречные леса. Практически вся долина реки с прилегающими территориями, включена в госзаказник Гедуко, созданный для сохранения равнинной фауны республики, в частности кавказского тетерева и кавказского фазана.

## Данные водного реестра
По данным государственного водного реестра России относится к Западно-Каспийскому бассейновому округу, водохозяйственный участок реки — Баксан, без реки Черек. Речной бассейн реки — реки бассейна Каспийского моря междуречья Терека и Волги.
Код объекта в государственном водном реестре — 07020000712008200004775.